# Ruisseau de Favayrol
Le ruisseau de Favayrol est une rivière du sud de la France affluent du Marès sous-affluent l'Hers-Mort et sous-affluent de la Garonne.

## Géographie
De 10,3 km de longueur, il prend sa source sur la commune de Mourvilles-Hautes, dans la Haute-Garonne et se jette dans le Marès en rive droite sur la commune de Renneville entre l'autoroute des deux mers et le canal du Midi.

## Départements et communes traversées
- Haute-Garonne : Avignonet-Lauragais, Folcarde, Villefranche-de-Lauragais, Lux, Rieumajou, Renneville, Mourvilles-Hautes.

## Principaux affluents
- Ruisseau de Pesquié, 1,3 km
- Ruisseau d'en Calotte, 1,4 km
- Ruisseau du Pesquié, 1,3 km